# Mariensäule (Moosburg an der Isar)

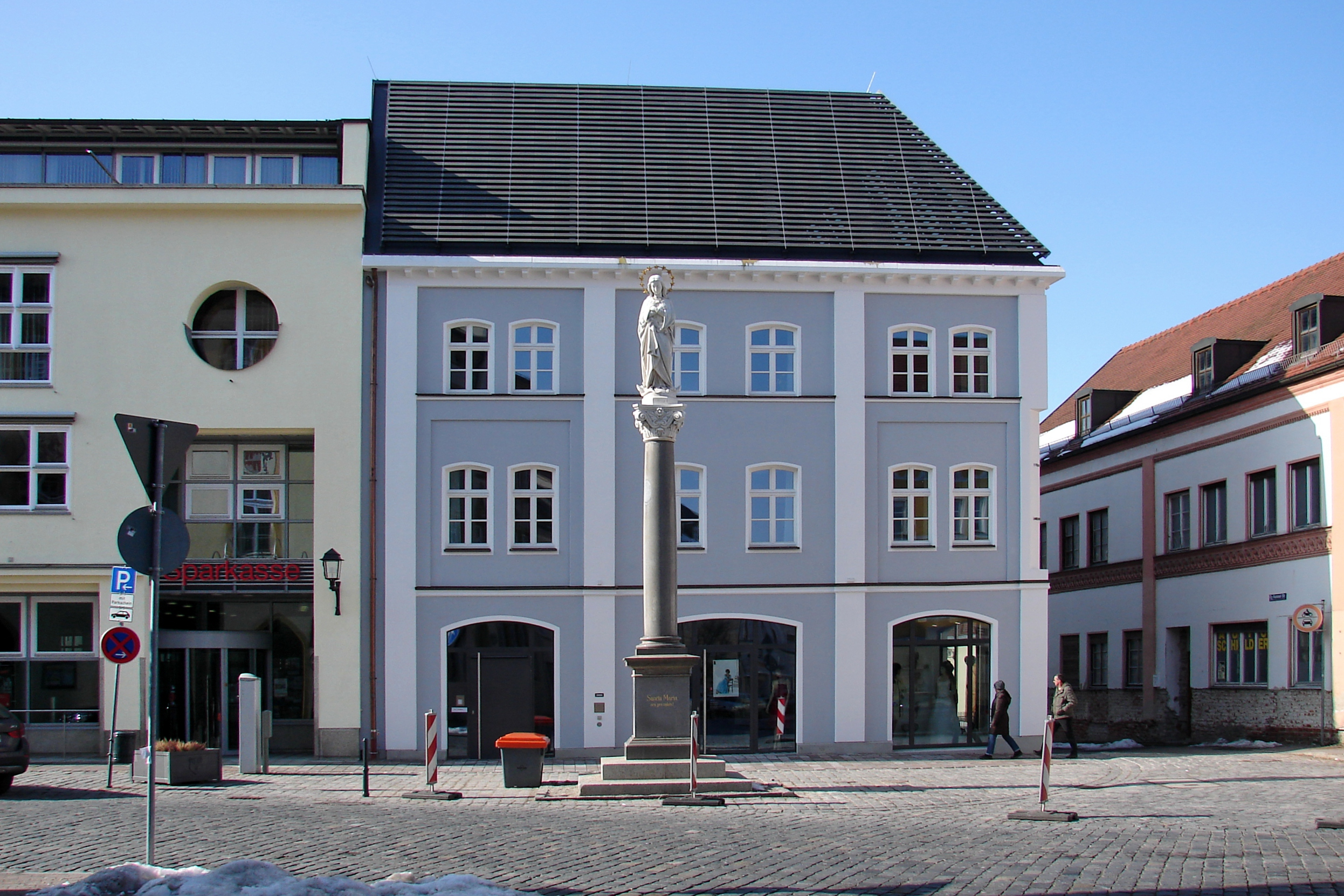
Mariensäule auf dem Stadtplatz von Moosburg an der Isar

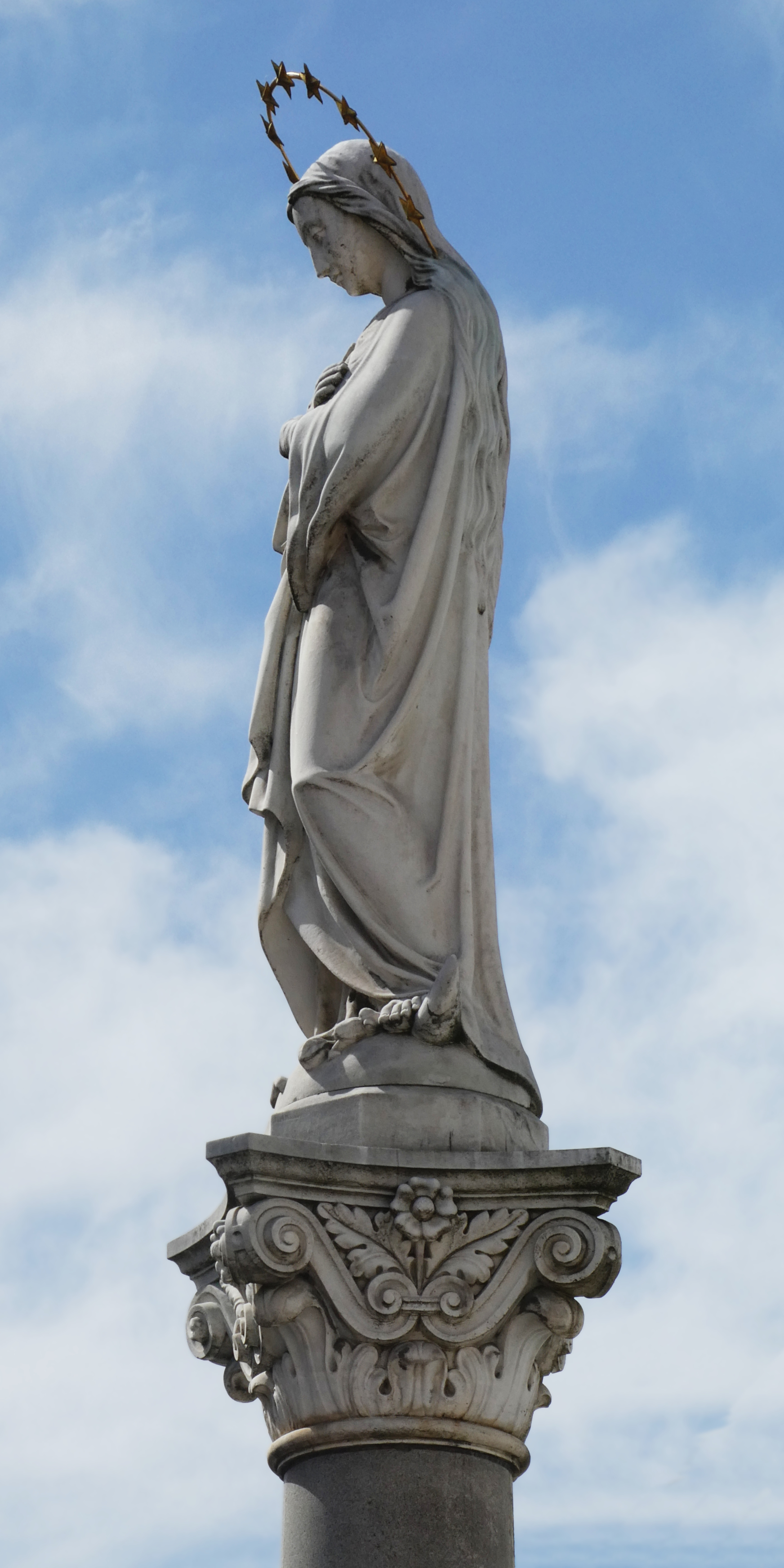
Marienfigur

Die Mariensäule  in Moosburg an der Isar, einer Stadt im oberbayerischen Landkreis Freising, wurde 1890 errichtet. Die Mariensäule auf dem Stadtplatz ist ein geschütztes Baudenkmal. 
Auf einem hohen Postament aus Granit steht die korinthische Säule mit der Marienfigur. Die Maria mit vor der Brust gekreuzten Armen steht auf der Mondsichel und ihr Haupt wird von einem Sternenkranz umgeben, entsprechend der Offenbarung des Johannes (Offb, 12,1–5 ).
Im Sockel ist die Inschrift „Sancta Maria, ora pro nobis!“ (Heilige Maria, bitte für uns) eingemeißelt.
Im Sommer 2020 entbrannte ein Streit wegen eines Zauns rund um die Säule, der entfernt worden war und entgegen einem Beschluss von 2017 wieder errichtet wurde. Die Gegner des Zauns argumentieren, dass es nicht mehr möglich sei, auf den Stufen am Sockel zu sitzen; anderen ist daran gelegen, diese Nutzung auszuschließen.